# Markéta z Baux
Markéta z Baux (1394 – 15. listopadu 1469) byla hraběnkou ze Saint-Pol, Brienne a Conversano. Patřila do neapolského rodu Baux, jehož původ sahá do Provence 11. století. S manželem Petrem I. Lucemburským, hrabětem ze Saint-Pol, Brienne a Conversana byli předky anglické královny Alžběty Woodvillové, francouzského krále Jindřicha IV., skotské královny Marie Stuartovny a všech anglických panovníků po roce 1509.

## Rodina
Markéta se narodila v roce 1394 jako dcera Františka z Baux a jeho třetí manželky Suevy Orsini, která byla potomkem Šimona z Montfortu, 6. hraběte z Leicesteru a Eleonory Anglické (dcery Jana Bezzemka).
Jejími prarodiči byli Bertrand III. z Baux, hrabě z Andrie a Squillace, a Markéta d'Aulnay. Z matčiny strany to pak byli hrabě z Noly a římský senátor Nicola Orsini a Jana ze Sabranu.

## Sourozenci
Markéta měla dva vlastní bratry:
- Vilém z Baux (Guglielmo del Balzo)
- Bianchino z Baux (Bianchino del Balzo)

Z otcova druhého manželství a Markétou z Taranta měla dva starší nevlastní sourozence:
- Jakub z Baux
- Antonie z Baux

## Manželství a potomci
Markéta se 8. května 1405 provdala za Petra Lucemburského, nejstaršího syna Jana Lucemburského a Markéty z Brienne. Petr po matce zdědil hrabství Brienne a Conversano a po tetě Janě Saint-Pol a Ligny. Jeho mladší bratr Jan, spojenec Angličanů ve Stoleté válce, držel v zajetí Janu z Arku, kterou prodal Angličanům za 10 000 livrů.
Petr s Markétou spolu měli několik dětí:
- Ludvík Lucemburský ze Saint-Pol
- Jacquetta Lucemburská
- Thibaud Lucemburský
- Jakub Lucemburský
- Valeran Lucemburský
- Jan Lucemburský
- Kateřina Lucemburská-Saint-Pol
- Isabela Lucemburská

Markéta zemřela 15. listopadu 1469 a byla pohřbena v opatství Cercamp, Frévent, Pas-de-Calais.